# Fixer (電視劇)
《Fixer》是一部日本的電視劇，由WOWOW電視台製作，於2023年4月23日至5月21日起每週日22時至23時在WOWOW PRIME頻道播出，由唐澤壽明主演。
2023年7月9日至8月6日播出第2季，2023年10月8日至11月5日播第3季，也是最終季。每季都是全5話。

## 劇情簡介
第一季

一天晚上，載著總理的汽車發生事故，死亡的司機涉嫌酒駕… 此外，人們開始懷疑此案可能與圍繞新藥批准的秘密協議醜聞有關。同時，一名男子接近正忙於處理事故的首相秘書中夢弘輝（藤木直人 飾）。這個男人的名字是設樂拳一（唐澤壽明 飾），也被稱為「修理工」。拳一過去曾掩蓋醜聞，甚至在最近一次事故發生前曾與首相通電話。這真的只是巧合嗎？這是貪婪的政界精心策劃的事件嗎？ 副首相須崎一郎（小林薰 飾）與在政界和商界關係密切的黑暗勢力本鄉吾一（西田敏行 飾）進行了多次秘密會談… 沉浸在報道中的新聞記者渡邊達哉（町田啟太 飾）接到了某人的舉報。此後，首相被迫辭職，總理大選開始。身為擁護者，拳一控制政客並將權力掌握在自己手中。
第二季

隨著下屆東京都知事選舉的臨近，打算再次參選的現任東京都知事橫宮三郎（石黑賢 飾）因東京灣填海工程而受到質疑。同時，正在調查這些指控的報紙記者渡邊達哉（町田啟太 飾）收到了橫宮的獨立採訪機會。然而，當他進入指定的酒店房間時，他發現橫宮的妻子妃呂子（真飛聖 飾）躺在地上，頭部流血，達哉被捕並被指控謀殺未遂。該案的負責人是將設樂拳一（唐澤壽明 飾）送進監獄的冷酷檢察官佐佐木雪乃（江口德子 飾）。拳一以高額費用請才華洋溢的律師杉谷奈穗子（鈴木保奈美 飾）為達哉辯護。而且，試圖給達哉誣陷的勢力背後，還有再次在政界和商界發揮影響力的本鄉吾一（西田敏行 飾）和他的影子，拳一的得力助手丸岡新之介（要潤 飾）的動作… 拳一的秘密行動之外，達哉的命運又會如何呢？
第三季

當現任東京都知事企圖謀殺並誣陷報紙記者渡邊達哉（町田啟太 飾）為罪魁禍首後，東京的形象惡化了。希望在下次東京都知事選舉中洗清自己名聲的民主自由黨本部推薦政論家川本榮太（德重聰 飾）作為正式候選人。另一方面，以東京都議會議長身分掌控東京政府的黑羽真二郎（石坂浩二 飾）支持東京都議會副議長四方田正美（高島禮子 飾），與民主自由黨候選人意見不合。此外，達哉也因設樂拳一（唐澤壽明 飾）的耳語而決定競選公職。同時，大型總承包商濱潮建設社長氏原巧巳（加藤雅也 飾）的女兒早紀（大友花戀 飾）被綁架。罪魁禍首的要求是取消民主自由黨幹事長須崎一郎（小林薰 飾）等人領導下的濱潮建設正在實施的東京灣填海工程。 現在負責與罪犯談判的拳一提議進行史無前例的人質交換以拯救早紀。綁架事件的真兇是誰，他的目的又是誰？

## 演員列表

#### 主角
- 設樂拳一（Shitara Kenichi）：唐澤壽明

神秘的關鍵人物。以前是高利貸。

### Season 1

#### 民自黨
- 中埜弘輝（Nakano Hiroki）：藤木直人

殿村首相的首席秘書。
- 村川穗積（Murakawa Hodumi）：駿河太郎

外務副大臣。村川俊介前議員的兒子。
- 新田小百合（新田さゆり）：富田靖子

政調會長。
- 大泉勇作（Ooizumi Yuusaku）：陣内孝則

內閣官房長官。
- 須崎一郎（Suzaki Ichirou）：小林薫

副首相。
- 殿村茂（Tonomura Shigeru）：永島敏行

首相。

#### 新聞報導
- 渡邊達哉（Watanabe Tatsuya）：町田啓太

每朝新聞社政治部記者。
- 澤村玲子（Sawamura Reiko）：内田有紀

新聞主播。
- 野村健太：增田修一朗

每朝新聞社政治部。達哉的上司。

#### 警視廳
- 板倉晃司（Itakura Kouji）：小泉孝太郎

搜查一課刑警。
- 佐伯：豬野學

搜查一課係長。

#### 相關人物
- 丸岡慎之介（Maruoka Shinnosuke）：要潤

拳一的秘書兼司機。
- 沼田孝作（Numata）：飯田基祐

殿村首相的司機。
- 沼田由里（Numata Yuri）：吉川愛

沼田孝作的女兒。
- 渡邊響子（Watanabe Kyouko）：齊藤由貴

達哉記者的母親。護士。
- 佐久田直紀（Sakuta Naoki）：酒向芳

Sakuta藥品社長。
- 本鄉吾一（Hongou Goichi）：西田敏行

操縱政商界的傳奇人物。
- 中埜文香：霧島麗香

弘輝的妻子。罹患重病。
- 殿村久仁子：床嶋佳子

殿村首相的妻子。
- 殿村首相的女兒：岡本玲
- 殿村英人：粟島瑞丸

殿村首相的女婿。
- 村川俊介：山田明郷

前厚生勞動大臣。穗積的父親。
- 設樂斗志夫：藏原健

拳一的父親。已逝。

#### 其他人物
- 神秘女子：秋吉久美子

### Season 2

#### 相關人物
- 渡邊達哉（Watanabe Tatsuya）：町田啓太

每朝新聞社政治部記者。
- 佐佐木雪乃（Yukino Sasaki）：江口德子

檢察官。曾拘捕起訴設樂拳一。
- 板倉晃司（Itakura Kouji）：小泉孝太郎

搜查一課刑警。
- 丸岡慎之介（Maruoka Shinnosuke）：要潤

拳一的秘書兼司機。同時任本鄉吾一在設樂拳一的內線。
- 橫宮妃呂子（Yokomiya Hiroko）：真飛聖

知事夫人。
- 渡邊響子（Watanabe Kyouko）：齊藤由貴

達哉記者的母親。護士。
- 本鄉吾一（Hongou Goichi）：西田敏行

操縱政商界的傳奇人物。曾和年幼的拳一交流，最後自殺。
- 橫宮三郎（Yokomiya Saburo）：石黑賢

東京都知事。
- 新田さゆり（Nitta Sayuri）：富田靖子

首相。
- 澤村玲子（Sawamura Reiko）：内田有紀

新聞主播。
- 杉谷菜穂子（Sugitani Naoko）：鈴木保奈美

達哉的辯護律師。前檢察官。
- 須崎一郎（Suzaki Ichirou）：小林薫

副首相。

### Season 3

#### 相關人物
- 渡邊達哉（Watanabe Tatsuya）：町田啓太

前每朝新聞社政治部記者。都知事選舉候選人
- 板倉晃司（Itakura Kouji）：小泉孝太郎

搜查一課刑警。
- 丸岡慎之介（Maruoka Shinnosuke）：要潤

拳一的秘書兼司機。
- 渡邊響子（Watanabe Kyouko）：齊藤由貴

達哉記者的母親。護士。
- 澤村玲子（Sawamura Reiko）：内田有紀

新聞主播→東京都副知事。
- 須崎一郎（Suzaki Ichirou）：小林薫

副首相。
- 大貫英一：古田新太

「浜潮建設」開發本部長。
- 氏原巧巳：加藤雅也

「浜潮建設」社長。
- 黒羽真二郎：石坂浩二

東京都議員。都議會議長。
- 四方田正美：高島禮子

東京都議員。都議會副議長。都知事選舉候選人
- 川本榮太：德重聰

政治評論家。都知事選舉候選人
- 小岩井俊：白洲迅

綁架犯。
- 氏原早紀：大友花戀

氏原巧巳的女兒
- 加納弘樹：大倉孝二

科技大臣。
- 殿村茂（Tonomura Shigeru）：永島敏行

前首相。

## 製作團隊
- 編劇：井上由美子
- 企劃：青木泰憲
- 導演：
  - Season 1 - 西浦正記
  - Season 2 - 西浦正記、池邊安智
  - Season 3 - 西浦正記、池澤辰也
- 音樂：得田真裕
- 製作人：村松亞樹、高田良平、黑澤淳
- 製作：WOWOW

## 播放日程 （以WOWOW PRIME首播為準）

### Season1
| 集數   | 播出日期 |
| ------ | -------- |
| 第1話  | 4月23日  |
| 第2話  | 4月30日  |
| 第3話  | 5月07日  |
| 第4話  | 5月14日  |
| 最終話 | 5月21日  |

### Season2
| 集數   | 播出日期 |
| ------ | -------- |
| 第1話  | 7月09日  |
| 第2話  | 7月16日  |
| 第3話  | 7月23日  |
| 第4話  | 7月30日  |
| 最終話 | 8月06日  |

### Season3
| 集數   | 播出日期 |
| ------ | -------- |
| 第1話  | 10月08日 |
| 第2話  | 10月15日 |
| 第3話  | 10月22日 |
| 第4話  | 10月29日 |
| 最終話 | 11月5日  |

## 外部連結
- Fixer （页面存档备份，存于）－WOWOW（日語）
- Fixer Season1 （页面存档备份，存于）－WOWOW（日語）
- Fixer Season2 （页面存档备份，存于）－WOWOW（日語）
- Fixer Season3 （页面存档备份，存于）－WOWOW（日語）
  - Fixer的X（前Twitter）

| 日本 WOWOW 連續劇W                   | 日本 WOWOW 連續劇W                       | 日本 WOWOW 連續劇W             |
| ------------------------------------ | ---------------------------------------- | ------------------------------ |
|                                      | Fixer Season1 （2023年4月23日－5月21日） |                                |
| Fence （2023年3月19日－4月16日）     | 0.5的男人 （2023年5月28日－6月25日）     |                                |
| 0.5的男人 （2023年5月28日－6月25日） | Fixer Season2 （2023年7月9日－8月6日）   | 事件 （2023年8月13日－9月3日） |
| 落日 （2023年9月10日－10月1日）      | Fixer Season3 （2023年10月8日－11月5日） | —                              |